# Coll:set
Albums de D'espairsRay
Born Mirror
Coll:set est le premier album studio du groupe D'espairsRay, sorti en juin 2005 au Japon et en janvier 2006 en Europe sur le label Gan-Shin.

## Liste des chansons
1. Infection - 4:10
2. Dears - 3:51
3. In Vain - 4:15
4. Grudge - 3:54
5. Tsuki no Kioku -Fallen- - 5:19
6. Garnet - 4:28
7. Abel and Cain - 5:23
8. Fuyuu Shita Risou- 4:26
9. Forbidden- 4:47
10. Hai to Ame - 5:15
11. Tainted World - 5:15
12. [The World in a Cage] - 2:42
13. Marry of the Blood -Bloody Minded Mix- - 5:29
14. Born -White Stream Mix- - 4:52